# Тюрвищи
Тюрвищи — деревня в Клепиковском районе Рязанской области. Входит в состав Ненашкинского сельского поселения.

## География
Находится в северной части Рязанской области на расстоянии приблизительно 9 км на север-северо-запад по прямой от районного центра города Спас-Клепики.

## История
В 1859 году здесь (тогда деревня Егорьевского уезда Рязанской губернии) было учтено 20 дворов, в 1897 — 34.

## Население
Численность населения: 190 человек (1859 год), 207 (1897), 39 в 2002 году (русские 95 %), 37 в 2010.